# جیانگ لوشیا
جیانگ لوشیا (چینی: 蒋璐霞؛ ‏انگلیسی: Jiang Luxia؛ زادهٔ ۲۵ دسامبر ۱۹۸۶) رزمی‌کار ووشو و سبکِ «شائولین کونگ‌فو» و بازیگر فیلم‌های رزمی اهل چین است که برندهٔ جوایز گوناگونی شده است.
از فیلم‌ها یا مجموعه‌های تلویزیونی که وی در آن‌ها نقش داشته است، می‌توان به ایپ من: مبارزه نهایی اشاره نمود.